# Can Romagosa (Sant Fost de Campsentelles)
Can Romagosa és una masia de Sant Fost de Campsentelles (Vallès Oriental) inclosa a l'Inventari del Patrimoni Arquitectònic de Catalunya.

## Descripció
L'edifici ha estat restaurat diverses vegades, la més important quan va ser ampliat una ala amb la galeria al segon pis. Tanmateix conserva trets que, si no són originals, sí que són prou antics, com és el cas de la porta dovellada, algunes finestres de llum molt reduïda i el pedrís. La teulada és a dues aigües de caiguda lateral. Cal observar que la porta no està al centre de la façana.

## Història
Es tenen notícies de Can Romagosa des del segle xv. Al cadastre de 1766 va ser classificat com a «masia de segona categoria». Avui dia és una de les masies més conegudes pels veïns de Sant Fost.